# L'ultimo amante
L'ultimo amante è un film del 1955 diretto da Mario Mattoli.
Fu l'ultima pellicola a carattere drammatico diretta da Mattoli, che in seguito a questo film girerà solo commedie, per le quali oggi è maggiormente ricordato.

## Trama
La polizia esegue una retata di prostitute che vengono portate al commissariato. Il giornalista di cronaca, Cesare, riconosce tra queste ragazze Maria che anni prima, quando era dipendente dall'alcool, lo aveva salvato per poi scomparire subito.
Decide quindi di ricambiare il favore e cerca di fare cambiare vita alla ragazza ma il ritorno di Giorgio, il suo protettore, rende inutile ogni tentativo.

## Produzione
Coprodotto da Carlo Ponti, Dino De Laurentiis e da Gastone Ferranti per Astra Cinematografica, il film, ascrivibile al filone dei melodrammi sentimentali strappalacrime (poi ribattezzato dalla critica con il termine neorealismo d'appendice), molto in voga tra il pubblico italiano negli anni del secondo dopoguerra (1945-1955), venne girato negli stabilimenti in Via della Vasca Navale a Roma nella primavera del 1955.

## Distribuzione
il film venne distribuito nel circuito cinematografico italiano dalla Cei-Incom il 3 novembre del 1955.

## Colonna sonora
Nella colonna sonora del film, Franco Bolignari interpreta la canzone Non si dimentica. Il film chiude con il famoso preludio  de La traviata di Giuseppe Verdi.

## Opere correlate
La pellicola è il rifacimento del film Stasera niente di nuovo, diretto dallo stesso regista nel 1942 ed interpretato da Alida Valli e Carlo Ninchi.